# Callichroma distinguendum
Callichroma distinguendum là một loài bọ cánh cứng trong họ Cerambycidae.